# William Cosgrove
William Cosgrove a occupé le poste de président du Conseil mondial de l'eau et du Bureau d'audiences publiques sur l'environnement (BAPE).